# Laguiole
Laguiole (okcitansko La Guiòla) je naselje in občina v južnem francoskem departmaju Aveyron regije Jug-Pireneji. Leta 2006 je naselje imelo 1.260 prebivalcev.

## Geografija
Kraj leži v pokrajini Rouergue na planoti Aubrac, 53 km severno od središča departmaja Rodeza.

## Uprava
Laguiole je sedež istoimenskega kantona, v katerega so poleg njegove vključene še občine Cassuéjouls, Curières, Montpeyroux in Soulages-Bonneval z 2.509 prebivalci.
Kanton Laguiole je sestavni del okrožja Rodez.

## Zanimivosti
- Kraj je znan po svojem istoimenskem siru s kontroliranim poreklom Tome de Laguiole, narejenim izključno iz nepasteriziranega mleka francoskih simmentalk in aubraških krav, zbranega med majem in oktobrom nad nadmorsko višino 800 metrov.
- Kraj je tudi rojstno mesto žepnega noža Laguiole.

## Pobratena mesta
- Scarperia (Toskana, Italija);